# Fân

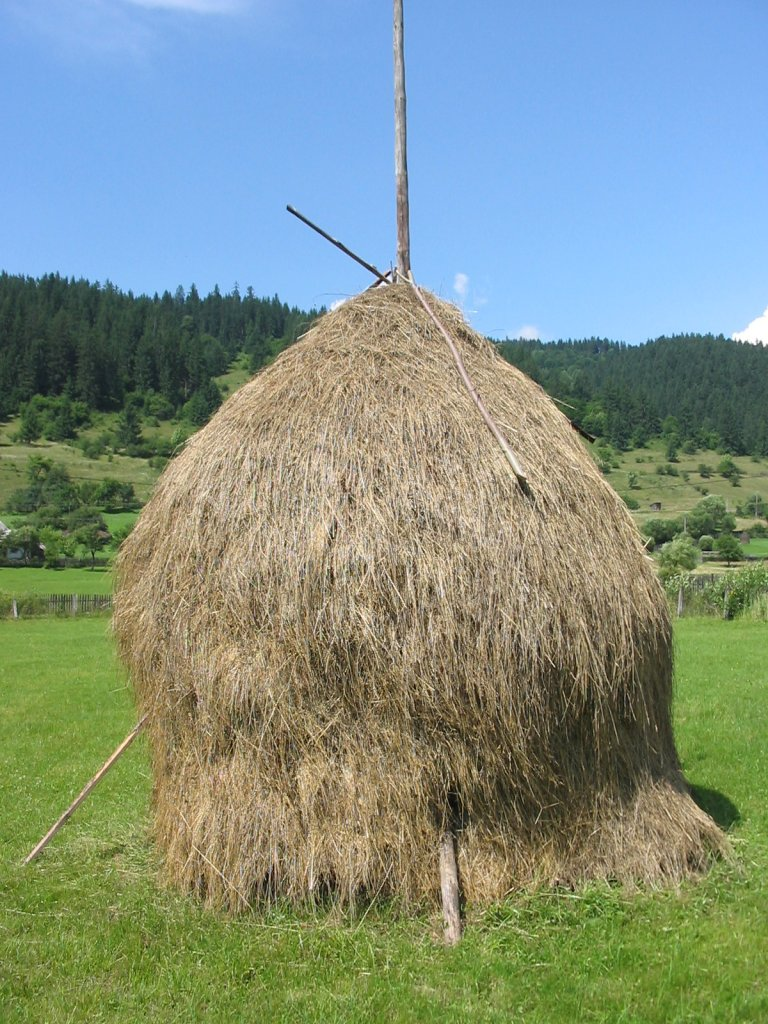
Un stog de fân

Fânul este un termen generic pentru iarba sau păstăile cosite, uscate și păstrate pentru utilizarea lor ulterioară ca nutreț pentru animale, mai ales bovine, cai, capre și oi. De asemenea, cu fânul se pot hrăni animale domesticite, mai mici, (de exemplu iepurii), în cantități reduse. Porcii nu pot consuma fân, deoarece au probleme cu digerarea acestuia.
Fânul se obține prin uscare naturală, fie direct pe sol, fie pe suporți.
Fânul este folosit în regiunile cu pășuni întinse sau în care alte tipuri de nutreț nu sunt disponibile.
Otava este iarba crescută la scurt timp după cosire sau pășunat, ca urmare a procesului de regenerare a plantelor.
Terenul pe care crește iarba pentru fân, fie în mod natural, fie prin cultivare, poartă denumirea de fâneață, fânărie sau fânaț, în funcție de regiune.

## Legături externe
- „fân” la DEX online

- „otavă” la DEX online